# Frank Wörndl
Frank Wörndl (n. 28 iunie 1959, Sonthofen, Bavaria, Germania) este un schior alpin german, medaliat olimpic. A participat la o ediție a Jocurilor Olimpice (1988) în care a câștigat o medalie de argint.

## Participări
Lista de mai jos prezintă principalele competiții la care a participat Frank Wörndl de-a lungul carierei.
- alpine skiing at the 1988 Winter Olympics – men's slalom[*]